# Redemptionis donum
Redemptionis donum (česky Dar vykoupení) je postsynodální apoštolská exhortace papeže Jana Pavla II., podepsaná 25. března 1984 s podtitulem – o řeholním zasvěcení ve světle tajemství vykoupení.
Dokument byl sepsán výhradně z iniciativy papeže a hovoří o řeholním zasvěcení ve světle tajemství vykoupení. Jan Pavel II. jej podepsal 25. března 1984, na slavnost Zvěstování Páně, která spadá do liturgického kalendáře katolické církve. Po Druhém vatikánském koncilu došlo ke krizi v počtu povolání do řeholních řádů. Mnoho řeholníků a řeholnic opustilo své kláštery. Exhortace byla pokusem o zavedení ideálu zasvěceného života. Vyzdvihuje teologii, spiritualitu a apoštolský rozměr řeholního života. Papež představil řeholní život v jeho trinitární, paschální a eschatologické dimenzi.

## Hlavní témata
- Řeholní povolání
- Řeholní zasvěcení
- Evangelní rady
- Cudnost, chudoba, poslušnost v řeholních řádech
- Láska k církvi